# Privatteatrenes Elevskole
Privatteatrenes Elevskole, egentlig Teaterdirektørforeningens Skuespillerskole var en Teater/Skuespillerskole oprettet i 1949 af Privatteaterdirektørforeningen og Dansk Skuespillerforbund under ledelse af Peer Gregaard indtil 1961.
Eleverne på skolen var tilknyttet de enkelte Københavnske privatteatre, hvor de havde teatertjeneste på 2.-året, men selve den 2-årige uddannelse, der lå uden for prøvetiden, fandt sted på Det Ny Teater. Hvert Københavnsk privatteater havde ret til at få optaget én elev for hver 5 skuespillere i sæsonengagement. Som følge af aftale med Kulturministeriet, der ydede tilskud til skolen, blev Privatteatrenes Elevskole nedlagt i 1968 og inddraget i Statens Teaterskole.